# Nim-eun-meon-go-sae
Nim-eun-meon-go-sae (distribuído em alguns países rebatizado em inglês como Sunny) é um filme sul-coreano de 2008, do gênero drama romântico-bélico-musical, dirigido por Lee Joon-ik.